# Municipio de Grant (condado de Keweenaw)
El municipio de Grant (en inglés: Grant Township) es un municipio ubicado en el condado de Keweenaw en el estado estadounidense de Míchigan. En el año 2010 tenía una población de 219 habitantes y una densidad poblacional de 0,42 personas por km².

## Geografía
El municipio de Grant se encuentra ubicado en las coordenadas 47°23′51″N 87°53′43″O / 47.39750, -87.89528. Según la Oficina del Censo de los Estados Unidos, el municipio tiene una superficie total de 525.07 km², de la cual 308,74 km² corresponden a tierra firme y (41,2 %) 216,34 km² es agua.

## Demografía
Según el censo de 2010, había 219 personas residiendo en el municipio de Grant. La densidad de población era de 0,42 hab./km². De los 219 habitantes, el municipio de Grant estaba compuesto por el 97,72 % blancos, el 0,46 % eran asiáticos y el 1,83 % eran de una mezcla de razas. Del total de la población el 0 % eran hispanos o latinos de cualquier raza.